# Page Avenue
Page Avenue es el álbum debut de la banda estadounidense Story of the Year, lanzado al mercado el 16 de septiembre de 2003 por Maverick Records. La placa alcanzó el puesto #51 en el Billboard 200, el cual fue certificado con el Disco de Oro.

## Lista de canciones
| N.º | Título                                                                              | Duración |  |
| 1.  | «And the Hero Will Drown»                                                           | 3:13     |  |
| 2.  | «Until the Day I Die»                                                               | 3:55     |  |
| 3.  | «Anthem of Our Dying Day»                                                           | 3:37     |  |
| 4.  | «In the Shadows»                                                                    | 3:28     |  |
| 5.  | «Dive Right In»                                                                     | 3:15     |  |
| 6.  | «Swallow the Knife»                                                                 | 3:36     |  |
| 7.  | «Burning Years»                                                                     | 3:07     |  |
| 8.  | «Page Avenue»                                                                       | 3:37     |  |
| 9.  | «Sidewalks»                                                                         | 3:34     |  |
| 10. | «Divide and Conquer»                                                                | 3:04     |  |
| 11. | «Razorblades»                                                                       | 3:23     |  |
| 12. | «Falling Down» (con Ray Cappo, John Feldmann and Toby Morse; includes hidden track) | 3:58     |  |

Bonus Track

| Re-issue bonus track |                                       |          |  |
| N.º                  | Título                                | Duración |  |
| 13.                  | «The Heart of Polka Is Still Beating» | 3:45     |  |
| 14.                  | «Sidewalks» (alternate version)       | 3:35     |  |

## Charts
Billboard 200
| Año  | Chart             | Posición |
| ---- | ----------------- | -------- |
| 2004 | The Billboard 200 | 51       |

### Singles
Billboard (North America)
| Año  | Single                    | Chart              | Position |
| ---- | ------------------------- | ------------------ | -------- |
| 2004 | "Anthem of Our Dying Day" | Modern Rock Tracks | 10       |
| 2004 | "Sidewalks"               | Modern Rock Tracks | 40       |
| 2003 | "Until the Day I Die"     | Modern Rock Tracks | 12       |